# Argentina 0–1 Camarões (Copa do Mundo de 1990)
Argentina 0-1 Camarões foi o placar do primeiro jogo da primeira fase da Copa do Mundo de 1990 do Grupo B, disputado em 8 de junho de 1990, no estádio Estádio Giuseppe Meazza, Milão, na Itália. A Seleção Camaronesa surpreende a Argentina e repete o feito dos Argelinos, que venceram os Alemães também na abertura da Copa do Mundo de 1982.

## A Partida
As 73.780 pessoas que compareceram ao estádio Giuseppe Meazza, e a multidão que acompanhou a partida inaugural do "Mondiale" pela TV, nunca vão esquecer o dia em que as cores unidas da África pop, com sua ingenuidade, imaginação e rapidez, bateram os campeões do mundo, a seleção de Diego Maradona, por 1 a 0.
Não foi uma vitória cinzenta, enxadrística, dessas que, mesmo apreciáveis, se desenham cerebralmente. Camarões venceram com o corpo e a "ânima". Mas não só com isso: mostraram em campo um futebol de uma velocidade tribal, capaz de se infiltrar como lança e flecha nos espaçoes graciosamente abertos pela Argentna de Carlos Bilardo. E o resultado acabou sendo justo. O time de Camarões chutou 15 bolas a gol contra 6 da Argentina.
Os campeões do mundo de 1986 tiveram suas chances de sair na frente. Nos 5 minutos iniciais, Balbo e Basualdo estiveram por marcar. Mas a seleção de Camarões soube travar Don Diego e armar contra-ataques sempre perigosos. Por obra do técnico soviético Valeri Nepommiacij, os "african kids" passaram a forçar pelo lado esquerdo da Argentina. Em poucos miutos, ninguém mais duvidava de que o osso seria duro para os dentes de Maradona.
No segundo tempo, com Caniggia no lugar de Ruggeri - por problemas físicos -, o time de Bilardo ameaçou melhorar. Mas neca: aos 6 e aos 11 minutos, Camarões por pouco não batem Pumpido. Aos 15, sua senhoria francesa, o juiz Michel Vautrot, numa recaída colonianista, decidiu expulsar Kana Biyik, depois de uma falta em Caniggia.
Mas quem deitou - e rolou - na grama de San Siro foram os "africam kids" de Nepommiacij. Aos 22 minutos, Pumpido, em mais uma contribuição milionária de todos os erros, deixou entrar, com a ajuda de seu joelho, uma cabeçada do impossível Omam Biyik, que escorou uma bola mal rebatida por Lorenzo.
Aos 43 minutos, o juiz, dessa vez com razão, excluiu Massing, que quase triturou Caniggia. Batida e humilhada, a Argentina deixou San Siro com o travo da derrota na garganta. Os deuses do futebol estavam em transe.

## Detalhes
| 8 de junho | Argentina | 0–1       | Camarões       | Estádio Giuseppe Meazza, Milão              |
| 18:00      |           | Relatório | Omam-Biyik 67' | Público: 73 780 Árbitro: FRA Michel Vautrot |

| Argentina | Camarões |

| GK             | 1  | Pumpido         |
| DF             | 11 | Fabbri          |
| MF             | 13 | Lorenzo         |
| MF             | 17 | Sensini 27' 69' |
| DF             | 19 | Ruggeri 46'     |
| DF             | 20 | Simón           |
| MF             | 2  | Batista         |
| MF             | 4  | Basualdo        |
| MF             | 7  | Burruchaga      |
| FW             | 10 | Maradona        |
| FW             | 3  | Balbo           |
| Reservas:      |    |                 |
| GK             | 12 | Goycochea       |
| GK             | 22 | Cancelarich     |
| DF             | 5  | Bauza           |
| DF             | 15 | Monzón          |
| DF             | 18 | Serrizuela      |
| MD             | 6  | Calderón 69'    |
| MD             | 14 | Giusti          |
| MD             | 21 | Troglio         |
| FW             | 8  | Caniggia 46'    |
| FW             | 9  | Dezotti         |
| MF             | 16 | Olarticoechea   |
| Técnico:       |    |                 |
| Carlos Bilardo |    |                 |

| GK                     | 16 | N'Kono          |
| DF                     | 4  | Massing 10' 89' |
| DF                     | 5  | Ebwellé         |
| DF                     | 6  | Kundé           |
| DF                     | 14 | Tataw           |
| DF                     | 17 | Ndip 23'        |
| MF                     | 2  | Kana-Biyik 61'  |
| MF                     | 8  | M'bouh 54'      |
| MF                     | 10 | Mfédé 66'       |
| FW                     | 20 | Makanaky 81'    |
| FW                     | 7  | Omam-Biyik      |
| Reservas:              |    |                 |
| GK                     | 1  | Bell            |
| GK                     | 22 | Songo'o         |
| DF                     | 3  | Onana           |
| DF                     | 12 | Yombi           |
| DF                     | 13 | Pagal           |
| DF                     | 15 | Libiih 66'      |
| MD                     | 19 | Feutmba         |
| FW                     | 9  | Milla 81'       |
| FW                     | 11 | Ekéké           |
| FW                     | 18 | Djonkep         |
| FW                     | 21 | Maboang         |
| Técnico:               |    |                 |
| Valeriy Nepomnyashchiy |    |                 |

| Árbitros Assistentes: Vincent Mauro Michał Listkiewicz |